# Jerome Case

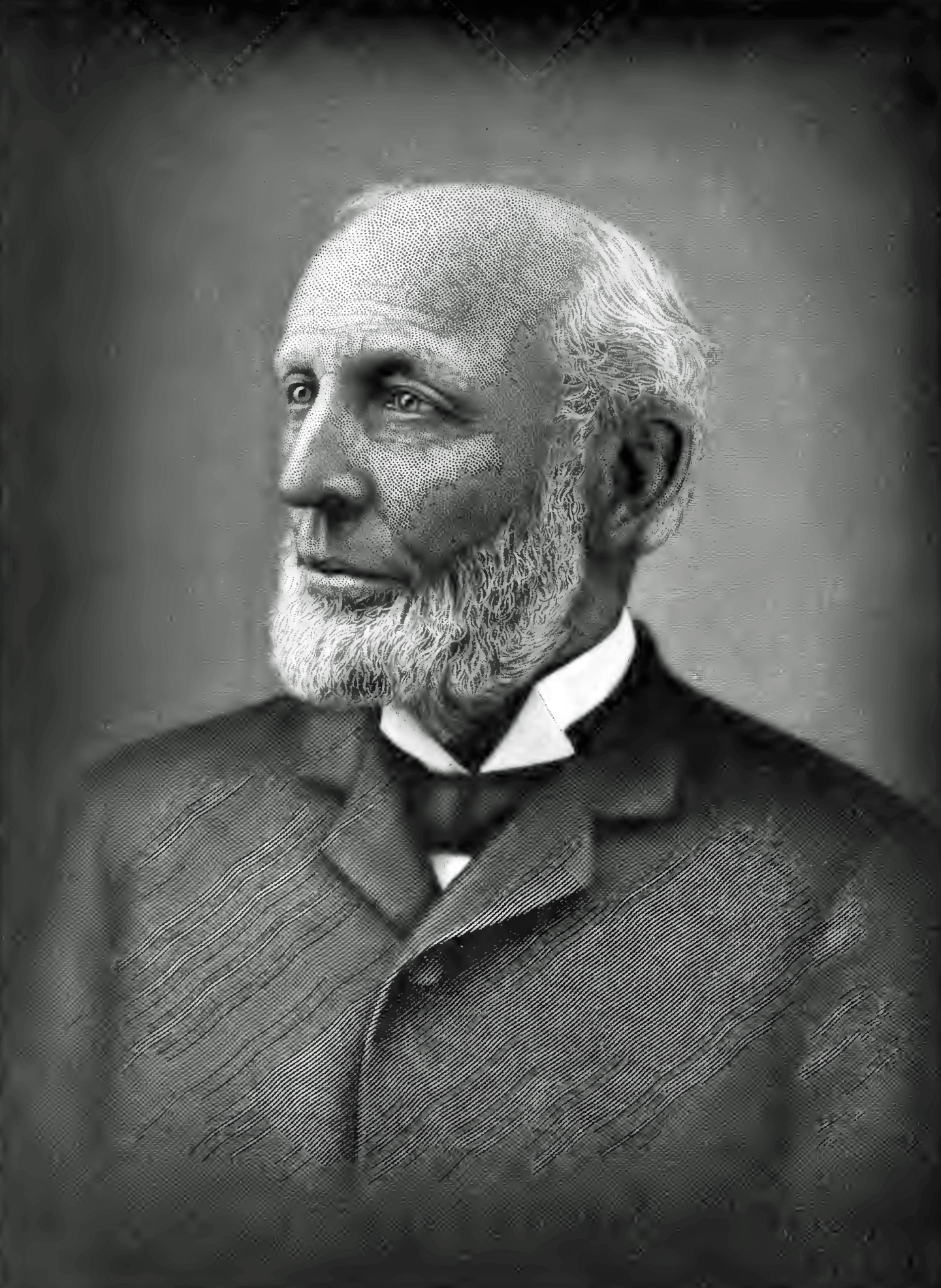
Jerome Case

Jerome Increase Case (Williamstown, Oswego County, 11 december 1819 – Racine (Wisconsin), 22 december 1891) was een Amerikaanse fabrikant van dorsmachines. Hij richtte de J.I. Case Company op die vele fusies en naamswijzigingen heeft doorgemaakt tot Case Corporation. Hij was burgemeester van Racine, Wisconsin, en gedurende drie termijnen lid van de Senaat van Wisconsin.
Zijn naam wordt ook genoemd als de persoon die aan de wieg heeft gestaan van de moderne tractor.

## Levensloop
Zijn vader was  Caleb Case (1787–1874) en zijn moeder Deborah Jackson (1789–1833). Case had vijf broers en twee zussen.  Hij trouwde in 1849 met Lydia Bull. Hij is aan vaderskant verwant aan de president Andrew Jackson.
Hij ligt begraven in een mausoleum in Mound Cemetery in Racine.